# Crescent (yacht)
M/Y Crescent är en megayacht tillverkad av Lürssen i Tyskland. Hon sjösattes 2017 och levererades året därpå till en icke-namngiven köpare, förmodades att vara en från Mellanöstern. I mars 2022 rapporterade nyhetsmedia om att megayachten ägs av den ryske politikern och affärsmannen Igor Setjin.
Crescent designades exteriört av Espen Øino medan interiören designades av Zuretti. Den är 135–135,5 meter lång och har en kapacitet upp till 18 passagerare fördelat på nio hytter. Den har också minst en helikopter.
Megayachten kostade omkring 600 miljoner amerikanska dollar att bygga.